# Апостол Тома
Апостол Тома, познат и као Јуда Тома, Јуда Близанац или Томаш, био је један од дванаесторице Христових апостола. У народу познат као ”неверни Тома” због одбијања да поверује у васкрсење Исуса Христа. Према Новом завету, када се Христ појавио пред њим и понудио му да опипа ране, Тома је узвикнуо речи по којима је упамћен: ”Господ мој, и Бог мој!”
Био је једини апостол за кога се верује да је проповедао изван граница тадашњег Римског царства. Познат је као апостол Персије (Иран) и Индије. У Сиријској оријентално-православној цркви, Тома је познат као Исусов брат који је утемељио цркве на Истоку, посебно у Едеси. Иначе постојало је распрострањено предање у раном хришћанству да је Исус имао брата близанца, по имену Јуда Тома Дидимос.
Апостолу Томи се приписује ауторство неканонског Јеванђеља по Томи.
Манастир Томић му је посвећен.

## Име
Тома се у неким изворима помиње и као Јуда Тома Дидимос односно Јуда близанац (арамејска ријеч тома и грчка дидимос обе значе "близанац").

## Апостол Тома у Светом писму
А Тома, који се зове Близанац, један од дванаесторице, не беше онде са њима кад дође Исус. (Јован 11:16)
А други му ученици говораху: Видесмо Господа. А он им рече: Док не видим на рукама Његовим рана од клина, и не метнем прста свог у ране од клина, и не метнем руке своје у ребра Његова, нећу веровати. И после осам дана опет беху ученици Његови унутра, и Тома с њима. Дође Исус кад беху врата затворена, и стаде међу њима и рече: Мир вам. Потом рече Томи: Пружи прст свој амо и види руке моје; и пружи руку своју и метни у ребра моја, и не буди неверан него веран. И одговори Тома и рече Му: Господ мој и Бог мој. Псал. Исус му рече: Пошто ме виде веровао си; благо онима који не видеше и вероваше. 2 Кор. 5:7, 1 Пет. 1:8